# 大桥蛇根草
大桥蛇根草（学名：Ophiorrhiza filibracteolata）是茜草科蛇根草属的植物，为中国的特有植物。分布在中国大陆的广东等地，多生在林下，目前尚未由人工引种栽培。